# (19304) Yoshidaseiko
(19304) Yoshidaseiko est un astéroïde de la ceinture principale découvert en 1996.

## Description
(19304) Yoshidaseiko a été découvert le 5 octobre 1996 à l'observatoire de Kitami, situé à l'est d'Hokkaidō (Japon), par Kin Endate et Kazurō Watanabe.

### Caractéristiques orbitales
L'orbite de cet astéroïde est caractérisée par un demi-grand axe de 2,37 UA, un périhélie de 1,87 UA, une excentricité de 0,21 et une inclinaison de 2,12° par rapport à l'écliptique. Du fait de ces caractéristiques, à savoir un demi-grand axe compris entre 2 et 3,2 UA et un périhélie supérieur à 1,666 UA, il est classé, selon la JPL Small-Body Database, comme objet de la ceinture principale.

### Caractéristiques physiques
(19304) Yoshidaseiko a une magnitude absolue (H) de 15,0 et un albédo estimé à 0,303.

## Étymologie
Cet astéroïde est nommé en l'honneur de Seiko Yoshida (1952-).